# Schwartzia
Schwartzia ist eine Pflanzengattung aus der Familie der Marcgraviaceae. Sie kommt mit achtzehn Arten von Klettersträuchern und Lianen in Mittel- und Südamerika vor.

## Beschreibung

### Vegetative Merkmale
Die Schwartzia-Arten sind Klettersträucher oder Lianen, die meist epiphytisch oder hemiepiphytisch wachsen. Nur bei wenigen Arten, beispielsweise bei Schwartzia adamantium und Schwartzia brasiliensis, überwiegen die rein terrestrischen, also im Erdboden wurzelnden Wuchsformen. Die schraubig gestellten, einfachen, ungeteilten Blätter sind ungestielt oder kurz gestielt, seltener auch deutlich gestielt mit etwas geflügeltem Blattstiel. Die ledrigen, kahlen, länglich-elliptischen bis verkehrteiförmigen Blattspreiten sind ganzrandig und besitzen auf der Blattunterseite, meist in der Nähe des Spreitenrandes beiderseits eine Reihe von in die Blattfläche eingesenkten Drüsen. Die schwach entwickelten, gelegentlich auf einer oder beiden Flächen unsichtbaren Seitennerven sind brochidodrom, das heißt, sie münden schlingenartig in den nächstfolgenden Nerv.

### Blütenstände
Die Blütenstände sind lockere oder häufiger dichte, 5–70-blütige, bei Schwartzia brasiliensis bis zu 160-blütige Trauben. Diese stehen bei fast allen Arten endständig an normal beblätterten Zweigen, nur bei der costa-ricanischen Schwartzia jimenezii befinden sie sich an kurzen, fast unbelaubten Seitenzweigen. Die Blütenstiele sind je nach Art 1,4–9 cm lang. Die Tragblätter der Blüten sind zu schlauch-, sack-, helm-, urnen-, becher-, kahn-, kapuzen- oder löffelförmigen, ungestielten oder bis zu sieben Millimeter lang gestielten, meist grünen oder weißen, bei einigen Arten auffällig rot gefärbten Nektarien umgewandelt. Diese sind am unteren bis mittleren Teil des Blütenstiels angewachsen, selten auch weiter oben, aber nie unmittelbar der Blüte angenähert. Manchmal besitzt die unterste Blüte eines Blütenstands ein laubiges Tragblatt oder der oberste Blütenstiel trägt nur ein Nektarium, entwickelt aber keine Blüte. Unmittelbar unter der Blüte oder in geringem Abstand davon befinden sich zwei kreisförmige bis dreieckige, kelchblattähnliche Vorblätter.

### Blüten
Die zwittrigen, radiärsymmetrischen, fünfzähligen Blüten sind grünlich, weiß, rötlich oder rot gefärbt. Die fünf einander dachziegelig deckenden Kelchblätter sind annähernd kreisförmig. Die fünf freien oder an der Basis miteinander verwachsenen Kronblätter sind während des Blühens zurückgekrümmt. Es gibt meist 12 bis ungefähr 25 Staubblätter, angeordnet in einem oder mehreren Kreisen. Ausnahmen sind einerseits Schwartzia jimenezii mit nur fünf Staubblättern, andererseits mehrere Arten aus dem nordwestlichen Südamerika mit besonders zahlreichen Staubblättern, nämlich Schwartzia renvoizei mit ungefähr 70, sowie Schwartzia chocoensis und Schwartzia parrae mit ungefähr 50 Staubblättern. Die linealischen bis etwas abgeflachten Staubfäden sind frei oder am Grund miteinander und/oder mit den Kronblättern verwachsen. Die annähernd herz- oder pfeilspitzenförmigen, sich in Längsrichtung öffnenden Staubbeutel sind (annähernd) basifix, also an ihrem Grund dem Staubfaden angeheftet, und intrors, also mit ihren Pollensäcken zum Blütenzentrum hin gewandt. Der aus drei bis fünf verwachsenen Fruchtblättern bestehende, oberständige, kugelige bis birnförmige oder kegelige Fruchtknoten ist zuerst einfächerig und wird später durch die vom Rand ins Zentrum hineinwachsenden Plazenten (unvollständig) drei- bis fünffächerig. Die Plazentation ist also anfänglich parietal, am Ende dann zentralwinkelständig. Die fast sitzende, zitzenförmige Narbe ist radiär gelappt.

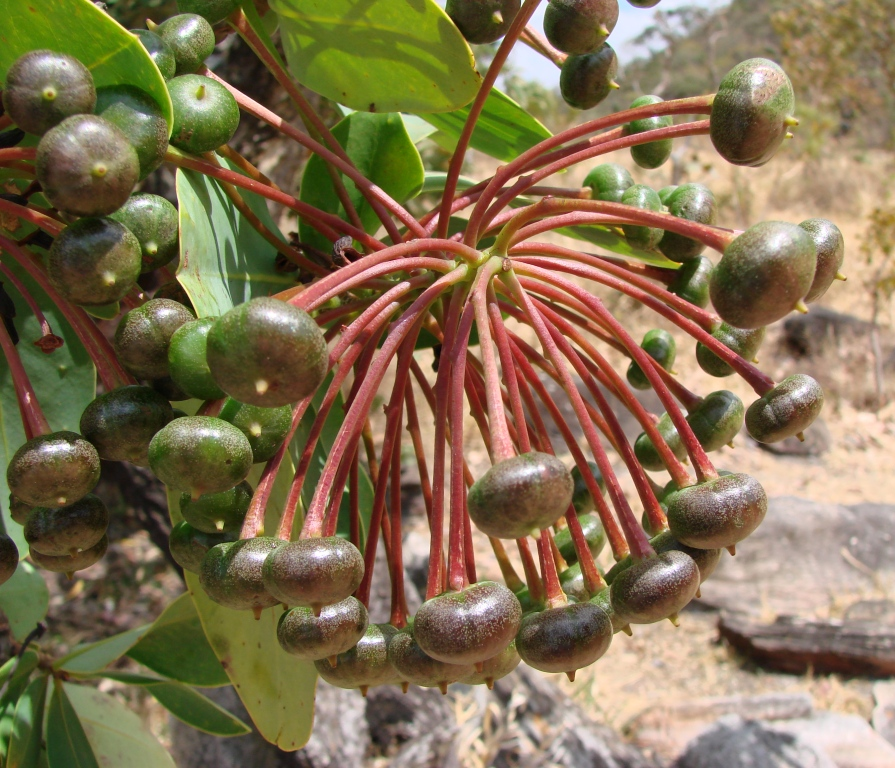
Schwartzia adamantium, unreife Früchte

### Früchte und Samen
Die Früchte sind annähernd kugelige, bespitzte Kapseln. Im reifen Zustand sind sie oft rot oder orange gefärbt oder auch nur rot überlaufen. Da die Samen in eine aus der Plazenta hervorgehende, oft rötlich gefärbte Pulpa eingebettet sind, werden die Früchte manchmal auch als Beeren bezeichnet. Sie haben aber eine ledrige Fruchtwand, die sich bei der Reife unregelmäßig öffnet. In jedem Fruchtfach sind meist zahlreiche Samen vorhanden. Die schwärzlichen, glänzenden Samen haben eine netzartige Oberfläche und sind nieren-, sichel- oder halbmondförmig, elliptisch oder länglich.

## Verbreitung

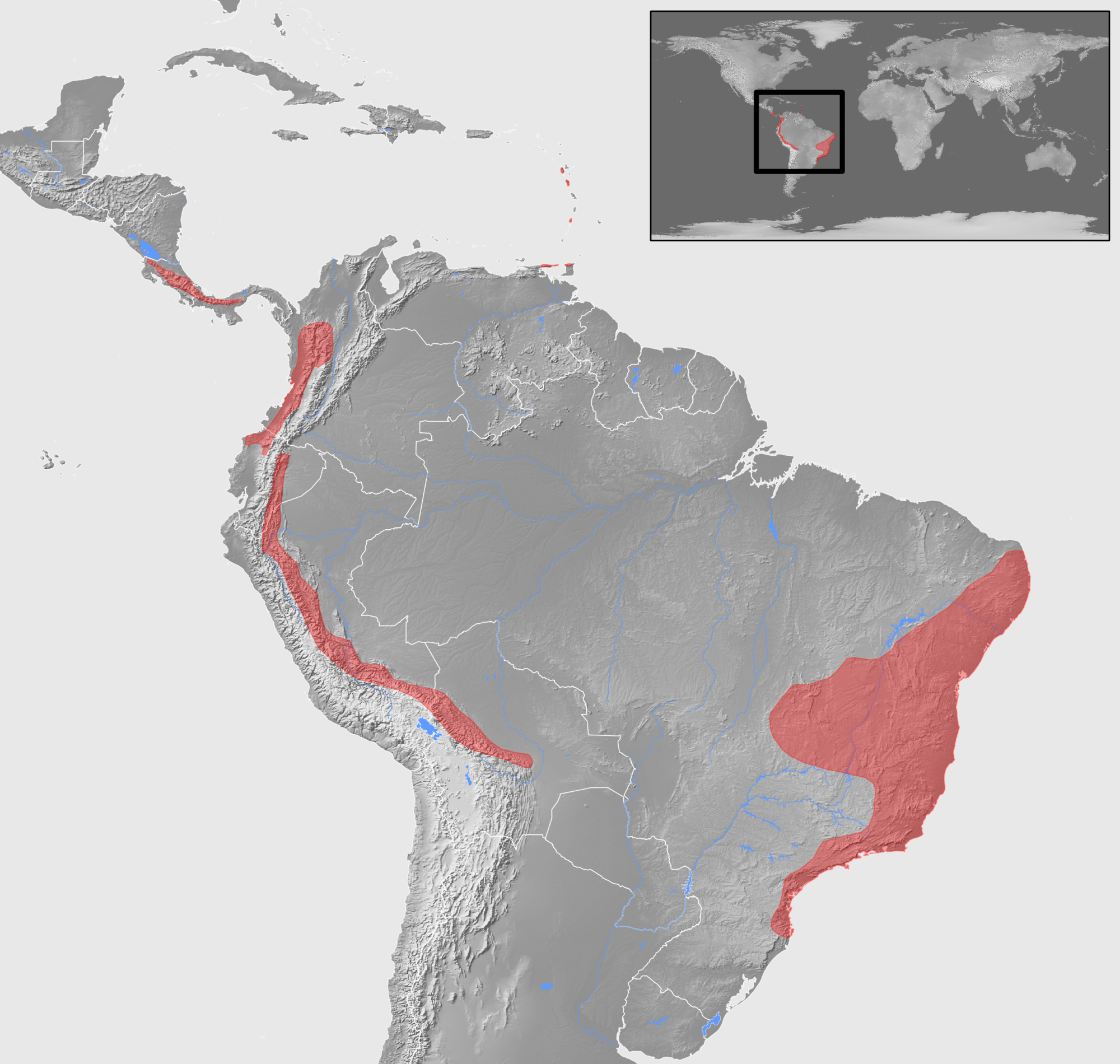
Verbreitung der Gattung Schwartzia

Schwartzia ist wie die Familie der Marcgraviaceae insgesamt ausschließlich neotropisch verbreitet. Die Gattung besiedelt mehrere disjunkte Teilareale, von denen jedes seine eigenen endemischen Arten besitzt. Das flächenmäßig größte Teilareal mit vier endemischen Arten reicht im Osten Brasiliens von Rio Grande do Norte bis Santa Catarina und bis nach Goiás ins Landesinnere. Das artenreichste Teilareal mit sechs Arten umfasst die westliche Abdachung der Anden von Kolumbien und Nordwest-Ecuador. Das ausgedehnte Teilareal an der östlichen Andenabdachung, das von Ecuador bis Bolivien reicht, beherbergt dagegen nur drei Arten. In den Gebirgen von Costa Rica kommen vier Arten vor, von denen eine auch noch nach Panama hineinreicht. Isoliert von allen übrigen Vertretern der Gattung kommt Schwartzia spiciflora auf den Kleinen Antillen und benachbart dazu im Bundesstaat Sucre auf dem venezolanischen Festland vor.

## Lebensraum
Der Großteil der Schwartzia-Arten wächst in Bergregenwäldern und Nebelwäldern. Schwartzia costaricensis und Schwartzia andina erreichen dabei Lagen bis ungefähr 2400 m, die peruanische Schwartzia magnifica sogar 2500 m. Nur wenige Arten, insbesondere die kolumbianische Schwartzia chocoensis, kommen daneben auch in Tieflandsregenwäldern vor. Mehrere Arten besiedeln auch Sekundärwälder und Waldränder. Schwartzia chocoensis kommt außerdem in Mangroven und an den Ufern großer Flüsse vor.
Die brasilianischen Arten zeigen deutlich abweichende Lebensraumansprüche. Nur die sehr seltene Schwartzia geniculatiflora ist an den atlantischen Regenwald gebunden. Die übrigen Arten kommen dagegen in unterschiedlichen Typen von Savannen und Buschwäldern sowie an Felsstandorten vor. Schwartzia adamantium besiedelt dabei entsprechend ihrer Verbreitung im Landesinneren vor allem die Campos cerrados und erreicht eine Seehöhe von 1500 m. Dagegen kommt Schwartzia brasiliensis entlang der Küste bis in ungefähr 1000 m Seehöhe vor und besiedelt dabei einerseits Buschwälder und Savannen an Felsstandorten, andererseits aber die Küstenlandschaft der Restinga, wo sie in Buschwäldern auf Sandboden und an deren Rändern wächst. Außerdem kommt die Art auch in Mangroven vor. Schwartzia jucuensis ist nur vom felsigen Flussufer des Rio Jucu im Bundesstaat Espírito Santo bekannt.

## Blüten- und Fruchtbiologie
Die Blütenstände der Schwartzia-Arten werden von Bienen, Wespen, Ameisen und Schmetterlingen besucht. Die Konstruktion der Blütenstände mit den großen Abständen zwischen den Blüten und den Nektarien schließt aber eine Bestäubung durch Insekten aus, da auch die größten Insekten beim Ausbeuten der Nektarien die Blütenorgane nicht berühren. Deshalb kommen als effektive Bestäuber nur Vögel, Fledermäuse und andere kleine Säugetiere in Frage. Unter den Vögeln gelten aufsitzende Vögel wie der Zuckervogel als für die Bestäubung geeigneter als Kolibris. Aus Brasilien ist aber die Bestäubung von Schwartzia adamantium durch den Breitschwingenkolibri belegt.
So wie bei anderen Vertretern der Familie Marcgraviaceae locken die reifen Früchte Vögel und Säugetiere an, die sie verzehren und damit zur Ausbreitung der Samen beitragen.

## Taxonomie und Systematik
Schwartzia wurde vom brasilianischen Botaniker José Mariano da Conceição Vellozo in seinem Hauptwerk Florae Fluminensis beschrieben, einer auf 1825 datierten, aber erst 1829 veröffentlichten Flora der Umgebung von Rio de Janeiro. Schwartzia glabra Vell. ist die einzige darin behandelte Art und damit die Typusart. Dieselbe Art ist aber schon 1824 unter dem Namen Norantea brasiliensis durch den Schweizer Botaniker Jacques Denys Choisy gültig beschrieben worden und trägt deshalb heute den Namen Schwartzia brasiliensis.
Schwartzia wurde bis Mitte der 1990er Jahre als Teil einer weit gefassten Gattung Norantea behandelt. Ebenfalls zu Norantea wurden außerdem auch die Arten der heutigen Gattungen Marcgraviastrum, Pseudosarcopera und Sarcopera gezählt. Beginnend mit der unveröffentlichten Dissertation der US-amerikanischen Botanikerin Hollis G. Bedell aus dem Jahr 1985, in der eine Aufteilung der Gattung Norantea vorgeschlagen wurde, hat sich inzwischen ein Gliederungskonzept mit mehreren kleineren Gattungen durchgesetzt. Schwartzia umfasst die frühere Untergattung Cochliophyllum und teilweise die Untergattung Byrsophyllum der Gattung Norantea. Im Unterschied zu Norantea sitzen bei Schwartzia die relativ kurz gestielten oder ungestielten Nektarien am unteren bis mittleren Teil der relativ langen Blütenstiele.
Eine phylogenetische Untersuchung auf Basis dreier Regionen des Plastiden-Genoms hat inzwischen bestätigt, dass Norantea im alten, weit gefassten Sinn nicht monophyletisch ist. In dieser Arbeit war Schwartzia costaricensis, die einzige untersuchte Vertreterin von Schwartzia, mit guter statistischer Absicherung das Schwestertaxon zu Ruyschia phylladenia, der einzigen untersuchten Vertreterin von Ruyschia.

## Etymologie
Die Gattung Schwartzia ist nach dem schwedischen Botaniker Olof Peter Swartz benannt, dem auch die Leguminosen-Gattung Swartzia gewidmet ist.

## Arten
Die Gattung enthält 18 Arten. Die erst im Jahr 2001 beschriebene Schwartzia diaz-piedrahitae Gir.-Cañas aus dem Westen von Kolumbien und Ecuador ist inzwischen als Pseudosarcopera diaz-piedrahitae zur Gattung Pseudosarcopera transferiert worden.
| Wissenschaftlicher Name                               | Verbreitung                                |
| ----------------------------------------------------- | ------------------------------------------ |
| Schwartzia adamantium (Cambess.) Bedell ex Gir.-Cañas | östliches Brasilien                        |
| Schwartzia andina Gir.-Cañas                          | westliches Kolumbien                       |
| Schwartzia antioquensis Gir.-Cañas                    | Kolumbien (Antioquia)                      |
| Schwartzia brasiliensis (Choisy) Bedell ex Gir.-Cañas | Ost-Brasilien                              |
| Schwartzia brenesii (Standl.) Bedell                  | Costa Rica                                 |
| Schwartzia chocoensis Gir.-Cañas                      | West-Kolumbien, Ecuador                    |
| Schwartzia costaricensis (Gilg) Bedell                | Costa Rica, West-Panama                    |
| Schwartzia geniculatiflora Gir.-Cañas & Fiaschi       | Ost-Brasilien (Bahia)                      |
| Schwartzia jimenezii (Standl.) Bedell                 | Costa Rica                                 |
| Schwartzia jucuensis Gir.-Cañas                       | Ost-Brasilien (Espírito Santo)             |
| Schwartzia lozaniana Gir.-Cañas                       | Südwest-Kolumbien, Nordwest-Ecuador        |
| Schwartzia magnifica (Gilg) Bedell                    | Peru                                       |
| Schwartzia parrae Gir.-Cañas                          | Kolumbien (Antioquia)                      |
| Schwartzia pterosara de Roon & Bedell ex Gir.-Cañas   | Ecuador, Nord-Peru (?)                     |
| Schwartzia renvoizei Gir.-Cañas                       | Kolumbien (Valle del Cauca)                |
| Schwartzia spiciflora (Juss.) Bedell                  | Kleine Antillen, Nordost-Venezuela (Sucre) |
| Schwartzia tarrazuensis Hammel                        | Costa Rica                                 |
| Schwartzia weddelliana (Baill.) Bedell                | Peru, Bolivien                             |

### Weitere Literatur
- D. Giraldo-Cañas: Revisión de las especies colombianas del género Schwartzia (Marcgraviaceae). In: Caldasia. 25, 2003, S. 1–21. (PDF)
- D. Giraldo-Cañas: Validation of a new species of Schwartzia (Marcgraviaceae) and synopsis of the genus for Ecuador. In: Novon. 15, 2005, S. 123–127. (online)
- D. Giraldo-Cañas: Lectotipificación para Schwartzia magnifica (complejo Norantea, Marcgraviaceae) y revisión del género para Bolivia y Perú. In: Caldasia. 28, 2006, S. 275–283. (online)
- D. Giraldo-Cañas: Las especies mesoamericanas y caribeñas del género Schwartzia (complejo Norantea, Marcgraviaceae). In: Revista Institucional Universidad Tecnológica del Chocó. 27, 2008, S. 4–18. (online)
- D. Giraldo-Cañas, P. Fiaschi: Las Marcgraviaceae (Ericales) de Brasil: Las especies del complejo Norantea. In: Caldasia. 27, 2005, S. 173–194. (online)